# ماكسويل جاكوب فريدمان
ماكسويل جاكوب فريدمان (بالإنجليزية: Maxwell Jacob Friedman)‏ هو مصارع محترف أمريكي، ولد في 15 مارس 1996 في نيويورك في الولايات المتحدة.

## روابط خارجية
- ماكسويل جاكوب فريدمان على موقع WrestlingData.com (الإنجليزية)
- ماكسويل جاكوب فريدمان على موقع CageMatch worker (الإنجليزية)
- ماكسويل جاكوب فريدمان على موقع قاعدة بيانات المصارعة على الإنترنت (الإنجليزية)
- ماكسويل جاكوب فريدمان على موقع عالم المصارعة على الإنترنت (الإنجليزية)